# Heleophryne hewitti
Heleophryne hewitti (tên tiếng Anh: Hewitt's Ghost Frog) là một loài ếch thuộc họ Heleophrynidae.
Đây là loài đặc hữu của Nam Phi.
Môi trường sống tự nhiên của chúng là thảm cây bụi kiểu Địa Trung Hải, vùng đồng cỏ ôn đới, và sông ngòi. 
Đây là một loài bị đe dọa. Chúng hiện đang bị đe dọa vì mất môi trường sống.